# U-715
Unterseeboot 715 foi um submarino alemão do Tipo VIIC, pertencente a Kriegsmarine que atuou durante a Segunda Guerra Mundial.

## Comandantes
| Comandante            | Data                                      |
| --------------------- | ----------------------------------------- |
| Kptlt. Helmut Röttger | 17 de março de 1943 - 13 de junho de 1944 |

## Subordinação
Durante o seu tempo de serviço, esteve subordinado às seguintes flotilhas:
| Período                                  | Flotilha                                  |
| ---------------------------------------- | ----------------------------------------- |
| 17 de março de 1943 - 31 de maio de 1944 | 5. Unterseebootsflottille (treinamento)   |
| 1 de junho de 1944 - 13 de junho de 1944 | 9. Unterseebootsflottille (serviço ativo) |